# Pallamano Trieste 2013-2014
Questa pagina raccoglie i dati riguardanti la Pallamano Trieste nelle competizioni ufficiali della stagione 2013-2014.

## Rosa

### Giocatori
| N° | Naz.                | Ruolo | Sportivo              | Anno |  |  |
| -- | ------------------- | ----- | --------------------- | ---- |  |  |
| 1  | Italia (bandiera)   | P     | Matej Zaro            | 1989 |  |  |
| 12 | Italia (bandiera)   | P     | Antonio Campagnolo    | 1990 |  |  |
| 16 | Italia (bandiera)   | P     | Thomas Postogna       | 1993 |  |  |
| 2  | Italia (bandiera)   | T     | Fabio Baldissera      | 1995 |  |  |
| 3  | Italia (bandiera)   | T     | Jan Radojkovic        | 1989 |  |  |
| 4  | Italia (bandiera)   | T     | Michele Oveglia       | 1993 |  |  |
| 5  | Italia (bandiera)   | A     | Gianluca Dapiran      | 1994 |  |  |
| 7  | Italia (bandiera)   | T     | Kevin Anici           | 1993 |  |  |
| 9  | Italia (bandiera)   | PV    | Alex Pernic           | 1992 |  |  |
| 10 | Slovenia (bandiera) | T     | Ales Cunjac           | 1982 |  |  |
| 11 | Italia (bandiera)   | A     | Lorenzo Dovgan        | 1995 |  |  |
| 13 | Italia (bandiera)   | PV    | Massimiliano Di Nardo | 1992 |  |  |
| 14 | Italia (bandiera)   | A     | Andrea Carpanese      | 1982 |  |  |
| 15 | Italia (bandiera)   | A     | Misel Sirotic         | 1986 |  |  |
| 18 | Italia (bandiera)   | A     | Matteo Leone          | 1988 |  |  |
| 19 | Italia (bandiera)   | A     | Marco Visintin        | 1982 |  |  |
|    | Slovenia (bandiera) | T     | Robert Konecnik       | 1980 |  |  |

### Staff
- Allenatore:  Giorgio Oveglia
- Massaggiatore:  Gaetano De Gioia

Presidente   Giuseppe Lo Duca;

## Risultati

### Serie A

#### Stagione Regolare

##### Girone d'andata
| Cologne 21 settembre 2013 | Cologne | 26 – 35 | Trieste |  |

| Trieste 28 settembre 2013 | Trieste | 21 – 17 | Pressano |  |

| Trieste 5 ottobre 2013 | Trieste | 34 – 22 | Cassano Magnago |  |

| Bolzano 12 ottobre 2013 | Bozen | 23 – 18 | Trieste |  |

| Trieste 19 ottobre 2013 | Trieste | 33 – 20 | Oderzo |  |

| Trieste 9 novembre 2013 | Trieste | 26 – 17 | Black Devils |  |

| Bressanone 16 novembre 2013 | Brixen | 24 – 23 | Trieste |  |

| Trieste 23 novembre 2013 | Trieste | 30 – 21 | Mezzocorona |  |

##### Girone di ritorno
| Trieste 30 novembre 2013 | Trieste | 35 – 24 | Cologne |  |

| Lavis 7 dicembre 2013 | Pressano | 19 – 16 | Trieste |  |

| Cassano Magnago 14 dicembre 2013 | Cassano Magnago | 22 – 27 | Trieste |  |

| Trieste 21 gennaio 2014 | Trieste | 30 – 33 | Bozen |  |

| Oderzo 18 gennaio 2014 | Oderzo | 21 – 26 | Trieste |  |

| Merano 8 febbraio 2014 | Black Devils | 26 – 28 | Trieste |  |

| Trieste 15 febbraio 2014 | Trieste | 31 – 30 | Brixen |  |

| Mezzocorona 22 febbraio 2014 | Mezzocorona | 28 – 30 | Trieste |  |

#### Playoff

##### Andata
| Trieste 7 marzo 2015 | Trieste | 19 – 20 | Pressano |  |

| Bolzano 15 marzo 2014 | Bozen | 35 – 36 | Trieste |  |

| Merano 22 marzo 2014 | Black Devils | 20 – 28 | Trieste |  |

##### Ritorno
| Lavis 29 marzo 2014 | Pressano | 25 – 21 | Trieste |  |

| Trieste 12 aprile 2014 | Trieste | 29 – 32 | Bozen |  |

| Trieste 19 aprile 2014 | Trieste | 30 – 29 | Black Devils |  |

### Coppa Italia

#### Quarti di finale
| Martina Franca 31 gennaio 2014 | Trieste | 25 – 35 | Carpi |  |

#### Placement Round Semifinali
| Martina Franca 1 febbraio 2014 | Trieste | 32 – 38 | Bozen |  |

#### Placement Round Finale 7º posto
| Martina Franca 2 febbraio 2014 | Trieste | 32 – 23 | Teramo |  |

## Classifiche

### Stagione regolare
|  | Pos. | Squadra         | Pt | G  | V  | VR | PR | S  | GF  | GS  | D    | Note                              |
|  | ---- | --------------- | -- | -- | -- | -- | -- | -- | --- | --- | ---- | --------------------------------- |
|  | 1.   | Bozen           | 45 | 16 | 15 | 0  | 0  | 1  | 534 | 416 | +118 | Qualificato alla Poule Play Off   |
|  | 2.   | Pressano        | 38 | 16 | 12 | 1  | 0  | 3  | 457 | 381 | +76  | Qualificato alla Poule Play Off   |
|  | 3.   | Trieste         | 35 | 16 | 11 | 1  | 0  | 4  | 443 | 373 | +60  | Qualificato alla Poule Play Off   |
|  | 4.   | Meran           | 26 | 16 | 8  | 0  | 2  | 6  | 415 | 414 | +1   | Qualificato alla Poule Play Off   |
|  | 5.   | Mezzocorona     | 19 | 16 | 6  | 0  | 1  | 9  | 423 | 465 | -42  | Relegato alla Poule Retrocessione |
|  | 6.   | Cassano Magnago | 18 | 16 | 5  | 1  | 1  | 9  | 446 | 470 | -24  | Relegato alla Poule Retrocessione |
|  | 7.   | Brixen          | 17 | 16 | 5  | 0  | 2  | 9  | 404 | 423 | -19  | Relegato alla Poule Retrocessione |
|  | 8.   | Cologne         | 15 | 16 | 3  | 3  | 0  | 10 | 440 | 532 | -92  | Relegato alla Poule Retrocessione |
|  | 9.   | Veneta          | 3  | 16 | 1  | 0  | 0  | 15 | 375 | 463 | -88  | Relegato alla Poule Retrocessione |

### Poule playoff
|  | Pos. | Squadra      | Pt | G | V | VR | S | SR | GF  | GS  | D   | Note                                 |
|  | ---- | ------------ | -- | - | - | -- | - | -- | --- | --- | --- | ------------------------------------ |
|  | 1.   | Bozen        | 21 | 6 | 3 | 1  | 1 | 1  | 193 | 172 | +21 | Qualificato alle semifinali scudetto |
|  | 2.   | Pressano     | 18 | 6 | 4 | 0  | 2 | 0  | 147 | 141 | +6  | Qualificato alla Poule d'Ammissione  |
|  | 3.   | Trieste      | 12 | 6 | 2 | 1  | 2 | 1  | 163 | 161 | +2  |                                      |
|  | 4.   | Black Devils | 3  | 6 | 1 | 0  | 0 | 5  | 140 | 169 | -29 |                                      |

## Statistiche

### Individuali

#### Classifica marcatori
| N. | Giocatore             | Reti |
| -- | --------------------- | ---- |
| 7  | Kevin Anici           | 145  |
| 15 | Misel Sirotic         | 119  |
| 19 | Marco Visintin        | 65   |
| 10 | Ales Cunjac           | 53   |
| 3  | Jan Radojkovic        | 49   |
| 4  | Michele Oveglia       | 42   |
| 5  | Gianluca Dapiran      | 38   |
| 9  | Alex Pernic           | 31   |
|    | Robert Konecnik       | 11   |
| 14 | Andrea Carpanese      | 8    |
| 13 | Massimiliano Di Nardo | 7    |
| 11 | Lorenzo Dovgan        | 4    |
| 18 | Matteo Leone          | 4    |